# Солнечный (Оренбургская область)
Солнечный — посёлок в Ташлинском районе Оренбургской области. Входит в состав Яснополянского сельсовета.
Код ОКАТО 53251852004. Код ОКТМО 53651452. Почтовый индекс 461193

## История
В 1966 г. Указом Президиума ВС РСФСР поселок отделения № 4 совхоза имени Магнитостроя переименован в Солнечный.

## География
Посёлок расположен на левом берегу Иртека напротив места впадения притока Кривой Вязовой и села Вязовое, в 19 км к востоку от села Ташла и в 143 км к западу от Оренбурга.
К селу с юго-востока подходит подъездная дорога со стороны Ясной Поляны (от автодороги Ташла — Илек), имеется грунтовая дорога по дамбам через Иртек к селу Вязовое (выход на автодорогу Ташла — Придолинный).
Улицы в поселке Солнечном
- ул. Восточная
- ул. Ленинская
- ул. Новая
- ул. Советская

## Население
| 2010 |
| ---- |
| 409  |